# Estela del Somni
L'Estela del Somni, també anomenada Estela de l'Esfinx, és una estela epigràfica alçada entre les potes davanteres de l'Esfinx de Guiza per l'antic faraó Tuthmosis IV el primer any del regnat del rei, 1401 ae, durant la 18ª dinastia. Com era comú amb altres governants de l'Imperi Nou d'Egipte, l'epígraf reivindica una legitimació divina del faraó.

## Text
Text parcial: "Ara l'estàtua del gran Quepri [la Gran Esfinx] reposava ací, gran en fama, sagrada en respecte, amb l'ombra de Ra reposant-li a sobre. Memfis i totes les ciutats dels dos costats s'hi arribaren amb els braços en adoració cap al seu rostre, portant-li molts obsequis al seu Ka. Un bon dia succeí que el príncep Tuthmosis viatjava a l'hora del migdia. Es posà a descansar a l'ombra d'aquest gran déu. [Dormí i] somnià [que en prenia possessió] en el moment en què el sol estava en l'auge. Llavors veié la majestat d'aquell déu noble parlant per la seua boca com un pare li parla al fill, i deia: "Mira'm, observa'm, fill meu Tuthmosis. Sóc ton pare, Horem-aquete-Quepri-Ra-Atum. Et donaré el regne [sobre la terra dels vius]. . . . [La meua condició és semblant a la del malalt], tinc [els membres desconjuntats]. L'arena del desert, damunt la qual solia estar (ara) m'ataca; i és per fer-te fer allò que tinc al cor que he esperat."

## Descripció

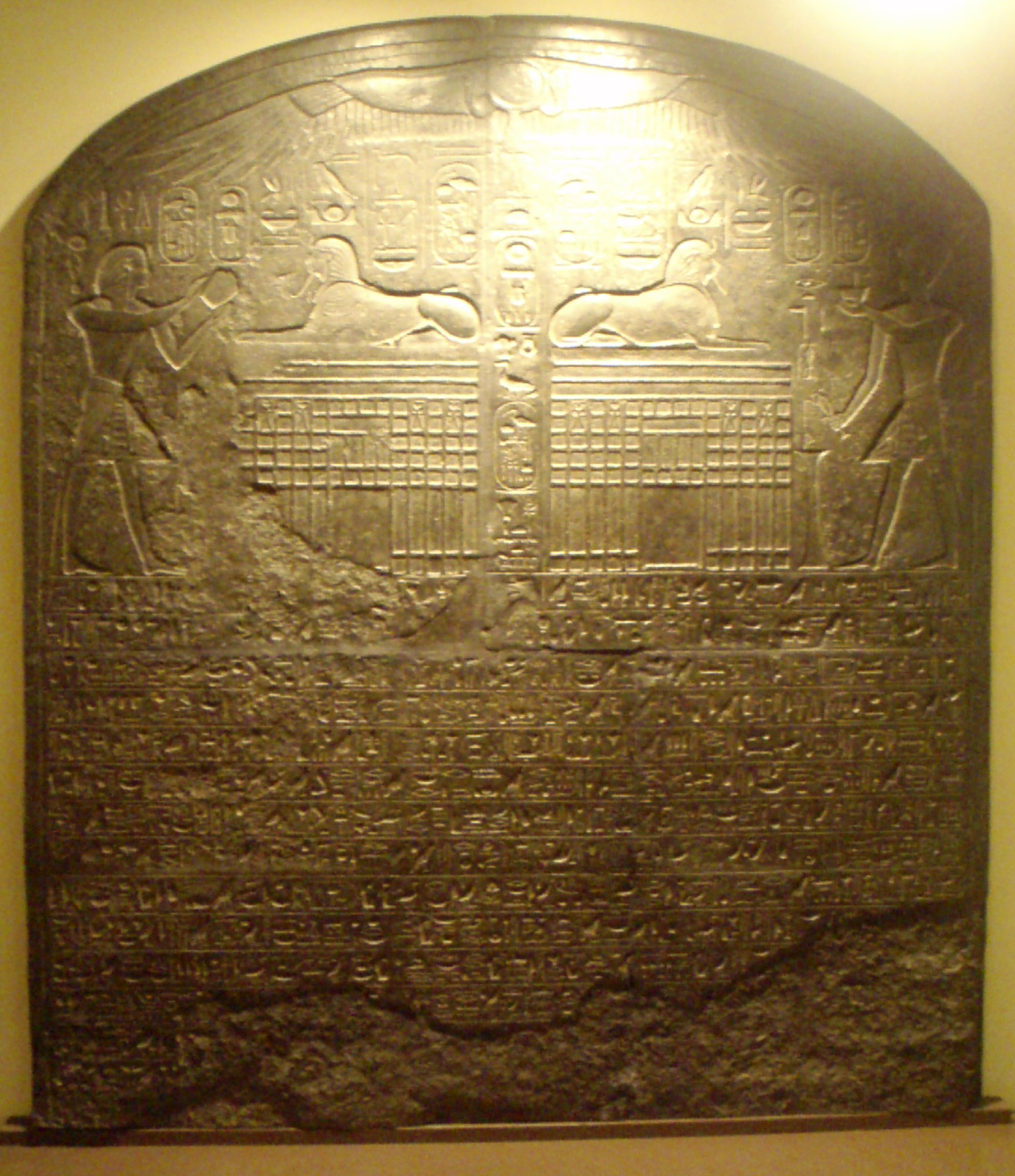
Estela del Somni, reproducció

L'Estela del Somni és una estela rectangular, vertical, de 360 cm d'alçada. L'escena superior mostra Tuthmosis IV a la dreta i a l'esquerra fent ofrenes a l'Esfinx de Guiza.

## Anàlisi mèdica de l'estela
El 2012, el Dr. Hutan Ashrafian, cirurgià de l'Imperial College London, va analitzar la mort precoç de Tuthmosis IV i les morts prematures d'altres faraons de la divuitena dinastia (incloent-hi Tutankamon i Akhenaton). I conclogué que les morts precoces eren probablement el resultat d'una epilèpsia temporal familiar. (No obstant això, d'acord amb els descobriments d'una nova tomografia realitzada en la momia de Tutankamon el 5 de gener, dirigida pel Dr. Zahi Hawass, el costat esquerre de la pelvis, costelles i cor de Tutankamon van ser obliterats i totalment retirats del cadàver, la qual cosa suggereix que va morir ràpidament i violenta.) Això explicaria la mort prematura en Tuthmosis IV i també podria explicar la visió religiosa descrita en la seua Estela del Somni, a causa d'aquest tipus d'associació de l'epilèpsia amb intenses visions espirituals.